# Per farla innamorare
Per farla innamorare (Doubling for Romeo) è un film muto del 1921 diretto da Clarence G. Badger. È una commedia la cui trama prende spunto da Romeo e Giulietta di William Shakespeare. 
Prodotto e distribuito dalla Goldwyn Pictures Corporation, il film aveva come interpreti Will Rogers, Sylvia Breamer, Raymond Hatton, Sidney Ainsworth.

## Trama

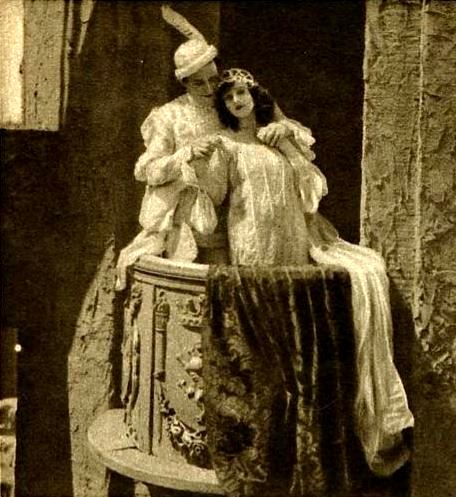
Will Rogers e Sylvia Breamer

Sam, un rozzo mandriano dell'Arizona, è innamorato di Lulu Foster, ma ha un rivale in Steve Woods. Sam, che è piuttosto inesperto, vuole imparare a corteggiare romanticamente la sua bella e gli viene consigliato di trovare ispirazione nelle tecniche amorose che sono usate al cinema. Si reca quindi a Hollywood, dove trova lavoro come controfigura di un cattivo. Ma, dopo averle prese durante una scena di rissa girata davanti alla cinepresa, preferisce licenziarsi. Come "amante" dello schermo, si rivela un vero fallimento e gli viene dato subito il benservito. Ritornato in Arizona, non ha niente di nuovo da mostrare alla sua Lulu e lei, implacabile, lo manda via dicendogli di non tornare finché non potrà amarla come Romeo ha amato Giulietta. Lui, allora, si procura una copia della tragedia di Shakespeare e, leggendola, finisce per addormentarsi. Sognando, rivive la storia dei due amanti, condita di combattimenti spericolati che lo vedono protagonista insieme ai suoi amici, mescolata a faticose scene di corteggiamento. Al risveglio, Sam mischia teneri accenti appassionati e l'eloquenza di Romeo alla forza bruta e, finalmente, conquista Lulu.

## Produzione
La lavorazione del film, prodotto dalla Goldwyn Pictures Corporation, si concluse a fine aprile o inizio maggio 1921.

## Distribuzione

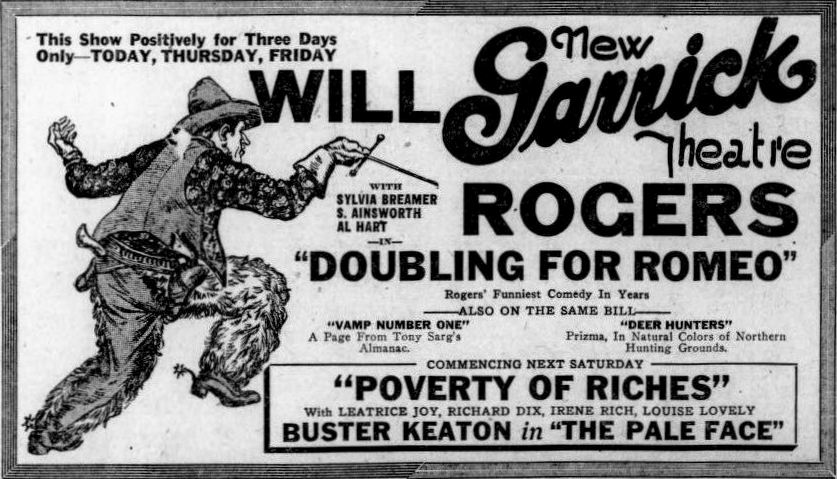
Pubblicità su Duluth Herald (25 gennaio 1922)

Il copyright del film, richiesto dalla Goldwyn Pictures Corporation, fu registrato il 2 novembre 1921 con il numero LP17141.

Distribuito dalla Goldwyn Pictures Corporation, il film uscì nelle sale statunitensi il 23 ottobre 1921. In Finlandia, fu distribuito il 31 dicembre 1923. In Francia, prese il titolo di À la manière de Roméo; in Svezia, quello di Här ska' frias!.

In Italia, distribuito nel 1923 dalla Goldwyn, uscì con il visto di censura numero 18399.
Copie incomplete della pellicola (mancanti di un rullo) sono conservate negli archivi della Cinémathèque Royale de Belgique di Bruxelles e del Museum Of Modern Art di New York.